# 東桜島村
東桜島村（ひがしさくらじまむら）は、鹿児島県の桜島東部にあった村。町村制施行時は北大隅郡、1897年（明治30年）より鹿児島郡に属した。
1914年（大正3年）1月12日の桜島の大正大噴火によって東桜島村と大隅半島を隔てていた瀬戸海峡が埋没して陸続きとなり、東桜島村の有村・脇・瀬戸の3集落が溶岩によって埋没する甚大な被害を受けた。1946年（昭和21年）にも桜島の噴火（昭和噴火）によって流出した溶岩によって黒神と有村が埋没した。1950年（昭和25年）10月1日には鹿児島郡伊敷村とともに鹿児島市に編入された。

## 地理
活火山である桜島の東半分を行政区域としていた村である。

### 山岳
- 桜島
  - 中岳、南岳、権現山、鍋山

### 海峡
1914年（大正3年）1月12日の桜島の大正大噴火までは、大隅半島と東桜島村を隔てていた瀬戸海峡があったが、溶岩流によって埋没し陸続きとなった。

### 大字
東桜島村には高免・黒神・瀬戸・脇・有村・古里・湯之・野尻の8つの大字が置かれていた。現在の鹿児島市高免町・黒神町・有村町・古里町・東桜島町・持木町・野尻町にあたる。

### 隣接する自治体
- 鹿児島郡：西桜島村
- 肝属郡：垂水町・牛根村

## 歴史

### 町村制施行から大正大噴火まで
1889年（明治22年）4月1日に町村制が施行されたのに伴い桜島の東半分にあたる湯之村、野尻村、古里村、有村、黒神村、高免村、瀬戸村、脇村の区域より北大隅郡東桜島村が成立した。東桜島村役場は大字有村に置かれた。1897年（明治30年）4月1日には「 鹿兒島縣下國界竝郡界變更及郡廢置法律」（明治29年法律第55号）によって北大隅郡が鹿児島郡に統合され、東桜島村は鹿児島郡のうちとなった。

### 大正大噴火による被害と復興・移住

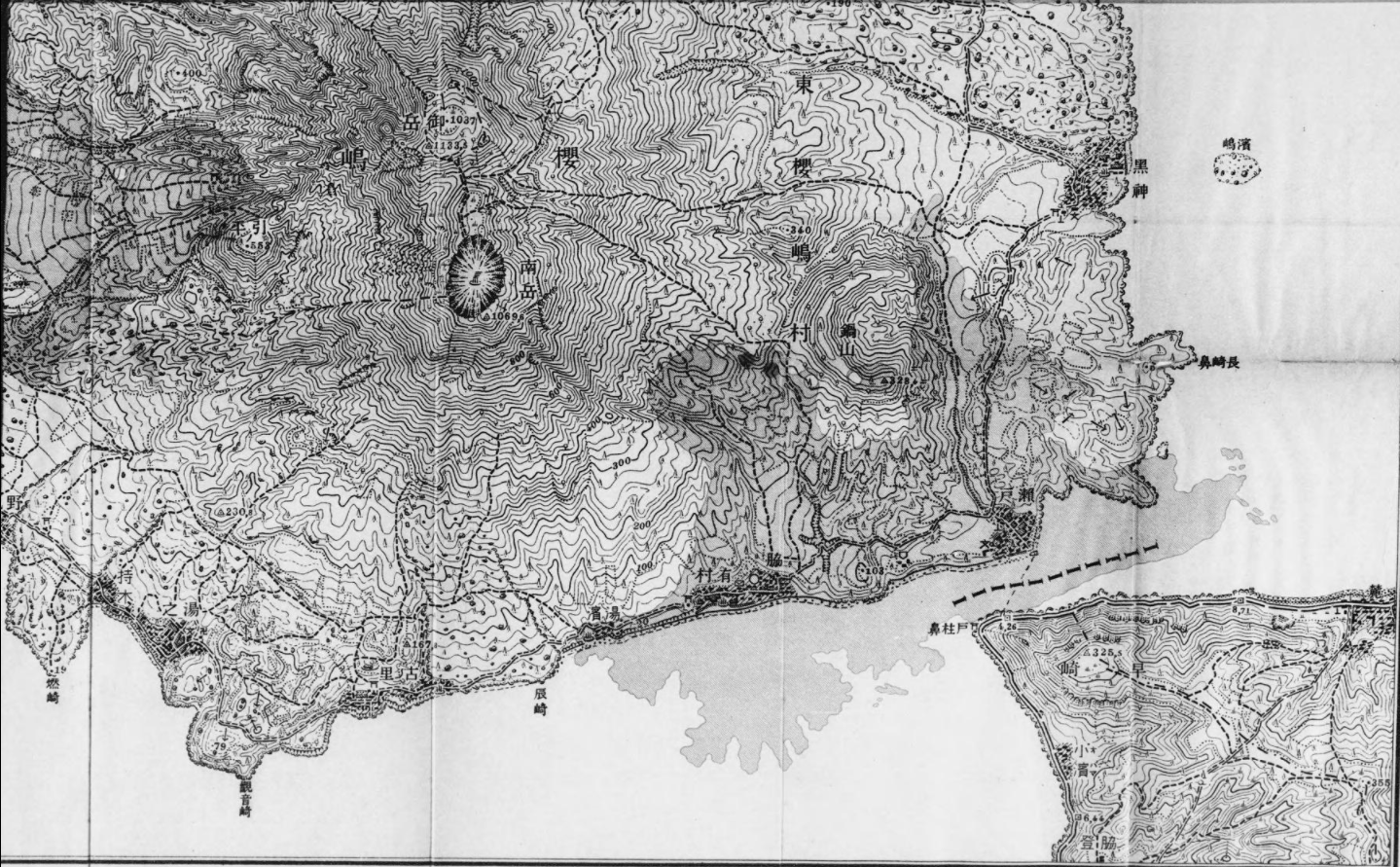
大正大噴火以前の測量地図。有村には村役場を示す〇の地図記号がある。薄い灰色で描かれている影が大正大噴火後の地形である

1914年（大正3年）1月12日に桜島が爆発し、噴煙は高さ約1万メートルに及んだ（大正大噴火）。大噴火時点の東桜島村の人口は約8千人であった。当時の東桜島村の行政施設としては有村に村役場・郵便局・巡査駐在所・尋常高等小学校があり、黒神に巡査が駐在しており、そのほか野尻・湯之・古里・黒神・高免に尋常小学校が設置されていた。
東桜島村長らは前日より確認されていた前兆現象について有村郵便局から鹿児島の測候所に問い合わせを行っていたが、測候所からは桜島は大丈夫である旨の回答があり、青年会と村当局が話し合いを行ったが避難は行わなかった。結果として噴火発生後、村民らは火山灰や軽石が降り注ぐ中避難することとなった。
有村にあった東桜島村役場から避難した村長らは準備していた緊急脱出用の舟を失ったことから村役場に置かれた公金を帆柱に浮かべて脇の海岸から垂水へ向けて泳いで避難しようとしたが、収入役と書記が途中で溺死し、村長らは瀬戸の漁船によって救助された。また、駐在所に勤務していた巡査や郵便局長、尋常小学校の校長は最後まで島にとどまり、残留者の救護にあたった。1月13日には火砕流が桜島東側に流出したことによって、幅360メートル水深75メートルであった瀬戸海峡が埋められ、1月30日にはそれまでの瀬戸海峡は地峡となり大隅半島と陸続きになった。これにより有村・脇・瀬戸の3集落は溶岩に埋没して全滅した。また、桜島の北東にある鍋山から流れ出した溶岩は有村や脇の集落を埋め尽くし、同年の5月21日には溶岩が有村海岸に到達した。東桜島村の大正大噴火による犠牲者は行方不明を含めて25名となった。

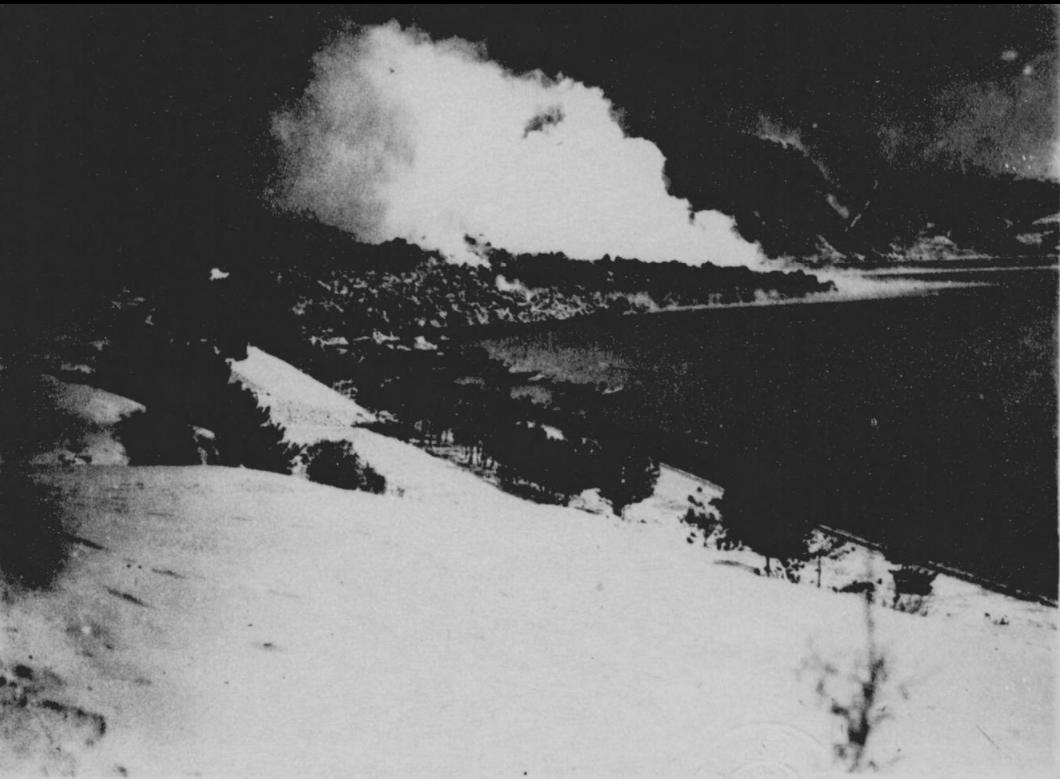
溶岩に埋まる有村海岸。有村には東桜島村の役場が置かれていた
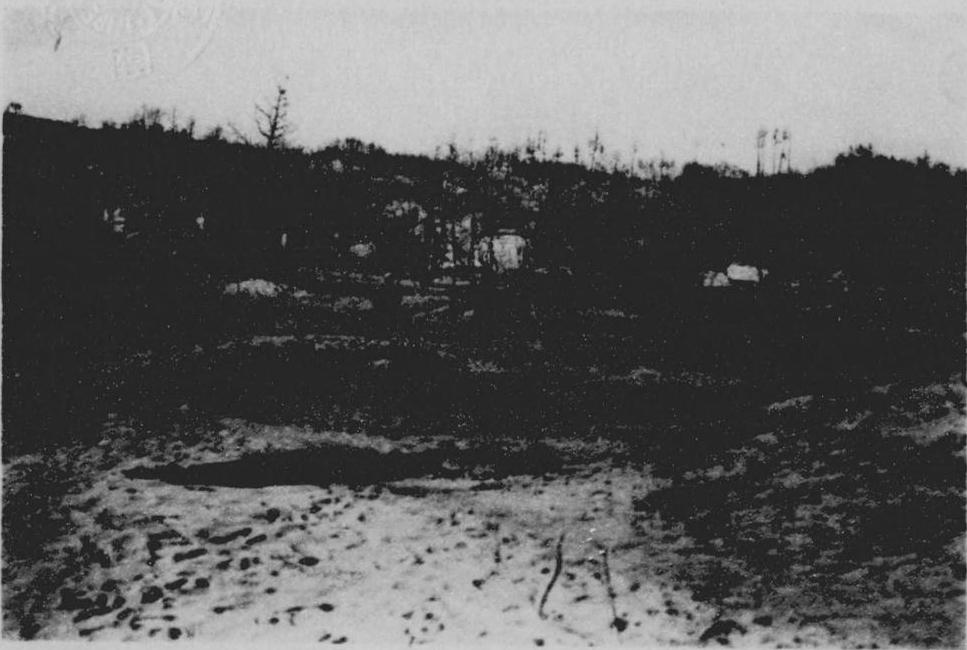
降灰による被害を受ける黒神
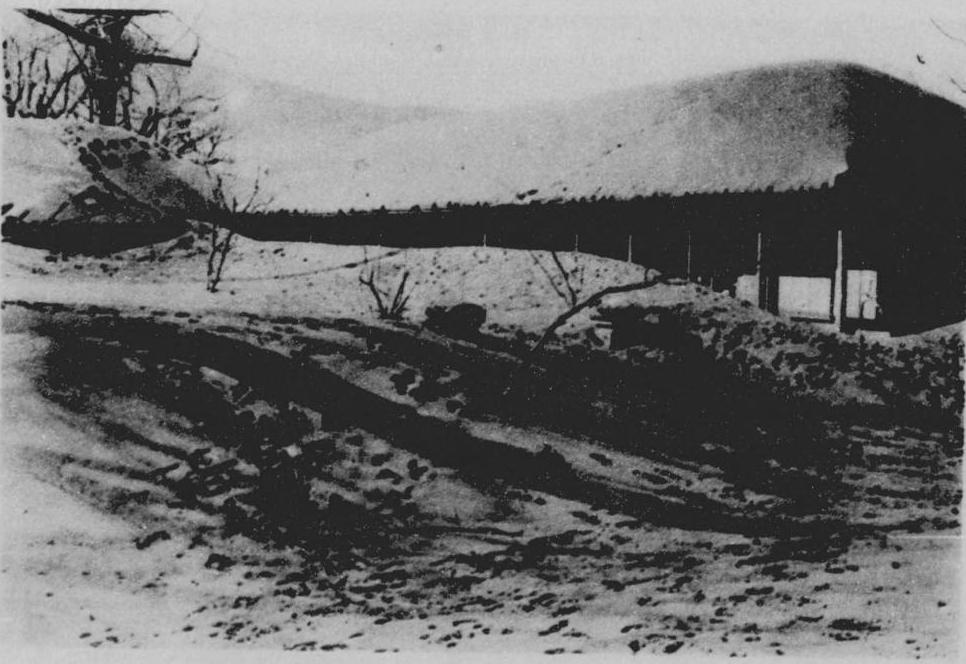
多くの火山灰が積もった黒神の宮原小学校
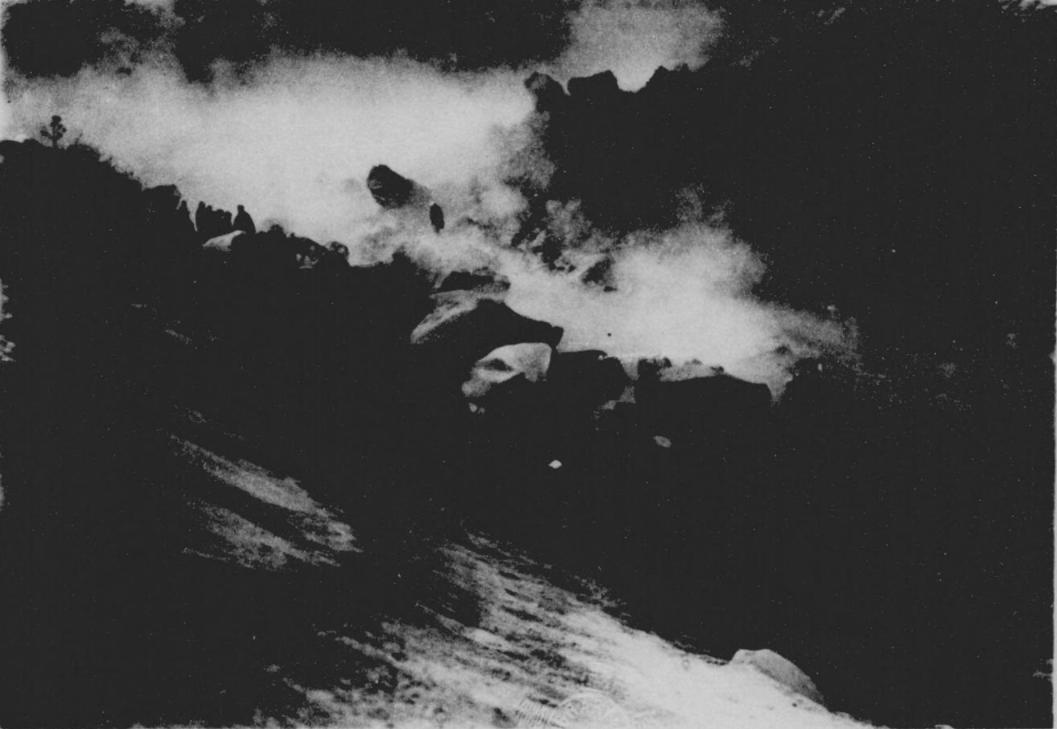
溶岩で埋立てられた瀬戸海峡

東桜島村役場が有村集落と共に埋没したことにより、同年の司法省告示第15号（「 鹿兒島縣鹿兒島郡東櫻島村戸籍役場火災ノタメ身分登記簿等燒失ニ付キ更ニ屆出及書類送付方」）、同省告示第16号（「 鹿兒島縣鹿兒島郡東櫻島村役場火災ノタメ出入寄留簿燒失ニ付キ出入寄留更ニ屆出方」）によれば村役場に保管されていた身分登記簿、戸籍簿、出入寄留簿などの書類も焼失した。その後村役場は湯之集落（現在の東桜島町）に移転した。
東桜島村は復興にあたり、村役場費を国庫からの補助を受け、教育費を郡費・県の無利息貸付に頼った。その他にも耕地復旧工事費も国庫からの補助を受けた。また、移住も行われ国有地の無償提供が行われた指定移住地への移住者とその他への移住する任意移住地への移住者とを合わせて東桜島村では825戸が移住し、指定移住地へは519戸、3,325名が移住した。
大正大噴火から10年後となる1924年（大正13年）1月には東桜島村によって東桜島小学校（現在の鹿児島市立東桜島小学校）の敷地内に「桜島爆発記念碑」と呼ばれる石碑が建立された。これは1914年（大正3年）1月12日に発生した桜島の大正大噴火の教訓を後世に伝えるために建立されたものであり、碑文の内容から「科学不信の碑」として知られている。

### 昭和噴火による被害
1935年（昭和10年）9月より小噴火を繰り返しており、1939年（昭和14年）には黒神に新しい火口ができるなど活発な動きを見せていた桜島であったが、1946年（昭和21年）1月頃より噴煙活動を開始し、3月10日に南岳の東側山腹で噴火が発生した。溶岩流は鍋山と権現山の間を抜け黒神河原に溶岩原を形成し、黒神の集落を埋め尽くして4月5日には海岸まで溶岩が到達し、海中に約2000メートル、最大幅2,000メートルにわたって溶岩が突入した。この溶岩の流出は5月25日まで続いた。
3月31日には分流した溶岩が有村海岸まで溶岩が到達し、溶岩は約1,000メートル程度海中に突入した。これによって有村は半滅の被害を受けた。また、この噴火によって送電線が切断され桜島全域が数か月にわたって停電した。

### 鹿児島市への編入
1950年（昭和25年）10月1日には東桜島村が鹿児島郡伊敷村とともに桜島の対岸に位置する薩摩半島にある鹿児島市に編入された。同年10月18日に鹿児島県公報に掲載された鹿児島県の告示である「 鹿兒島市の一部大字の變更」により、東桜島村が鹿児島市に編入された10月1日に東桜島村にあった大字は以下のように変更が行われ、鹿児島市の町丁となった。
- 高免町 ← 大字高免
- 黒神町 ← 大字黒神、大字瀬戸
- 有村町 ← 大字有村、大字脇
- 古里町 ← 大字古里
- 東桜島町 ← 大字湯之
- 持木町 ← 大字野尻の一部
- 野尻町 ← 大字野尻の一部

### 年表
- 1889年（明治22年）4月1日 - 町村制の施行に伴い、桜島の東部にあたる北大隅郡有村、脇村、瀬戸村、黒神村、高免村、古里村、湯之村、野尻村の区域より北大隅郡東桜島村が成立。村役場は有村に置かれた。
- 1897年（明治30年）4月1日 -  鹿兒島縣下國界竝郡界變更及郡廢置法律（明治29年法律第55号）により北大隅郡が鹿児島郡に統合され、鹿児島郡東桜島村となる[3]。
- 1914年（大正3年）
  - 1月12日 - 桜島の大正大噴火が発生（犠牲者：25名）[14][7]。有村（村役場所在地）・脇・瀬戸の3集落が溶岩に埋没[4][5][6][7]。
  - 1月30日 - 溶岩によって瀬戸海峡が完全に埋まり対岸の大隅半島と陸続きとなる[4][5][6][7]。
  - 2月 - 東桜島村役場が大字湯之に移転し業務を再開[23]。
- 1946年（昭和21年）3月10日 - 桜島の昭和噴火が発生[31]。黒神・有村の2集落が溶岩に埋没[8][9]。
- 1948年（昭和23年）7月 - 鹿児島市、鹿児島郡伊敷村、鹿児島郡東桜島村の3市村の合併委員会が設けられる[35]。
- 1950年（昭和25年）10月1日 - 鹿児島郡伊敷村とともに鹿児島市に編入合併され、自治体としては消滅[34]。

## 教育
以下の学校一覧は鹿児島市に編入された1950年（昭和25年）時点のものである。

### 中学校
- 東桜島村立東桜島中学校
  - 黒神分校（鹿児島市編入後の1954年に鹿児島市立黒神中学校として独立[38]）

### 小学校
- 東桜島村立黒神小学校
- 東桜島村立東桜島小学校
- 東桜島村立改新小学校
- 東桜島村立高免小学校

## 出身の著名人
- 藤善真澄（東洋史・仏教史学者）